# 愛知県の観光地

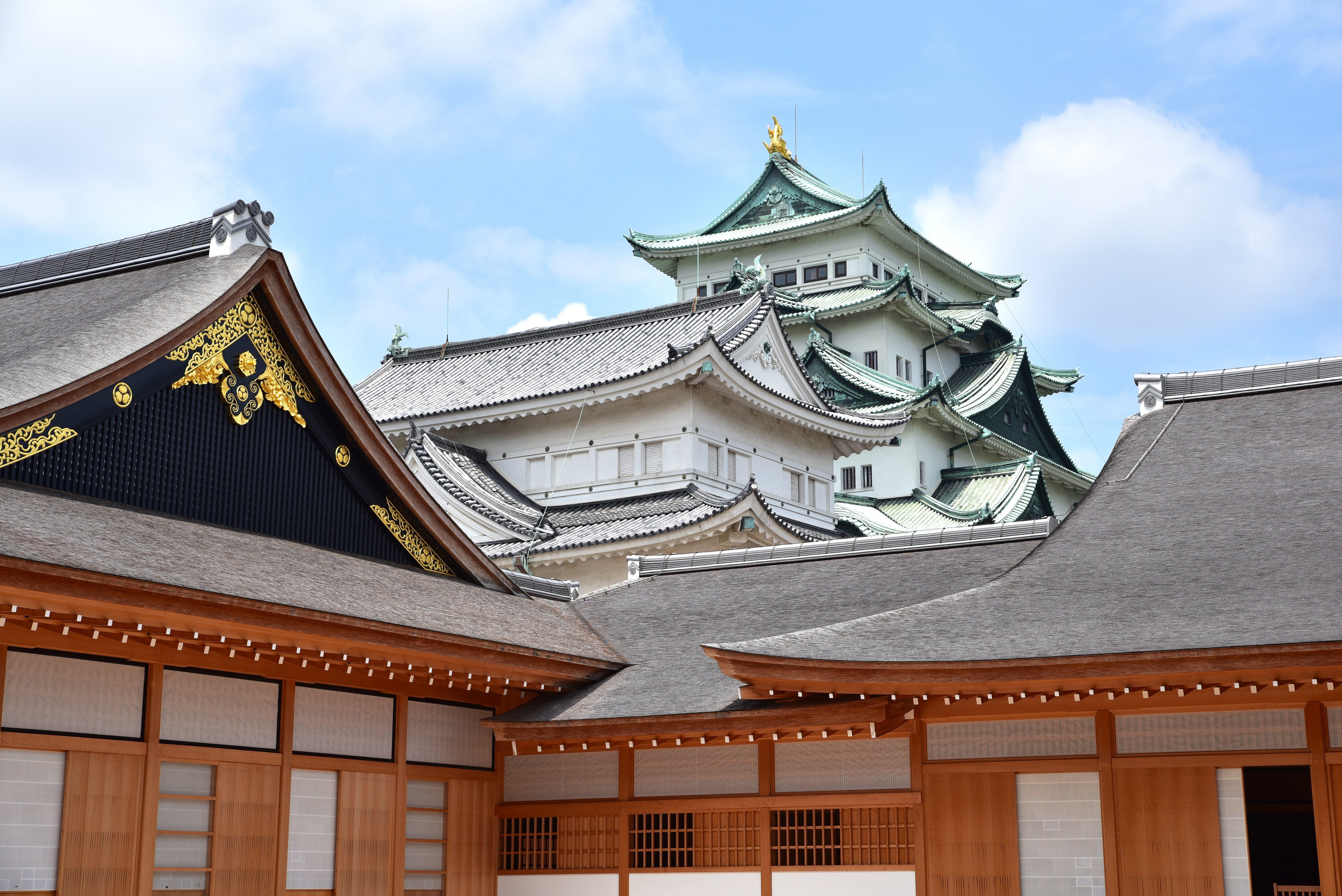
名古屋城 （特別史跡）

愛知県の観光地（あいちけんのかんこうち）は、愛知県内の主要な観光地などに関する項目である。

## 対象別

### 文化財など

#### 国宝建築
- 犬山城  – 天守
- 如庵（茶室）
- 金蓮寺 – 弥陀堂

- 犬山城天守
- 如庵
- 金蓮寺 (西尾市)弥陀堂

#### 国の名勝
- 木曽川堤（サクラ）（一宮市、江南市）
- 名古屋城二ノ丸庭園（名古屋市）
- 鳳来寺山（新城市）
- 阿寺の七滝（新城市）
- 乳岩および乳岩峡（新城市）
- 旧龍性院庭園（豊田市）

- 名古屋城二の丸庭園
- 鳳来寺山（東照宮）
- 阿寺の七滝
- 乳岩および乳岩峡

#### 重要伝統的建造物群保存地区
- 足助（豊田市）
- 有松（名古屋市）

- 足助
- 有松

#### 登録記念物
- 鶴舞公園

- 鶴舞公園

#### 重要文化財・史跡等
特別史跡
- 名古屋城

- 名古屋市役所（左）と愛知県庁（右）（重要文化財）
- 滝山寺本堂（重要文化財）
- 吉胡貝塚（国の史跡）
- 津島神社拝殿（愛知県指定有形文化財）

#### 文化施設
博物館・美術館
水族館
- 名古屋港水族館
- 世界のメダカ館
- 竹島水族館
- 碧南海浜水族館
- 南知多ビーチランド
- ぎょぎょランド

- 博物館明治村
- 徳川美術館
- トヨタ博物館
- 愛知県陶磁美術館

#### その他
- 鶴舞公園（日本さくら名所100選）
- 山崎川（日本さくら名所100選）
- 五条川（日本さくら名所100選）
- 岡崎公園（日本さくら名所100選）

- 山崎川
- 五条川
- 岡崎公園（岡崎城）

### 公園等

#### 国立・国定公園・国営公園
- 国定公園
  - 愛知高原国定公園
  - 三河湾国定公園
  - 天竜奥三河国定公園
  - 飛騨木曽川国定公園
- 国営公園
  - 国営木曽三川公園

- 愛知高原国定公園（香嵐渓）
- 三河湾国定公園（竹島）
- 天竜奥三河国定公園（茶臼山）
- 飛騨木曽川国定公園（木曽川うかい）

#### ラムサール条約登録地
- 藤前干潟
- 東海丘陵湧水湿地群

- 藤前干潟

#### 県立自然公園
- 渥美半島県立自然公園
- 南知多県立自然公園
- 段戸高原県立自然公園
- 振草渓谷県立自然公園
- 本宮山県立自然公園
- 桜淵県立自然公園
- 石巻山多米県立自然公園

- 南知多県立自然公園（羽豆神社の社叢）
- 石巻山多米県立自然公園（5月初旬の石巻山）
- 渥美半島県立自然公園（蔵王山）
- 桜淵県立自然公園（桜淵公園）

#### 県立都市公園
- 熱田神宮公園
- 大高緑地（ディノアドベンチャー名古屋）
- 小幡緑地
- 朝宮公園
- 新城総合公園
- 木曽川祖父江緑地
- 尾張広域緑道
- あいち健康の森公園
- 牧野ヶ池緑地
- 東三河ふるさと公園
- 愛・地球博記念公園
- 油ヶ淵水辺公園

- 愛・地球博記念公園
- 東三河ふるさと公園
- あいち健康の森公園
- 大高緑地

#### 大型公園・動物園・植物園・遊園地
大型公園
動物園・植物園・遊園地
- 東山動植物園
- 豊橋総合動植物公園
- 日本モンキーセンター
- 岡崎市東公園動物園
- 鞍ヶ池公園
- 安城産業文化公園デンパーク
- 碧南市農業活性化センター あおいパーク
- 庄内緑地
- あいち健康の森公園
- 東山公園
- 名古屋港シートレインランド
- レゴランド・ジャパン
- ラグーナテンボス

- 東山動植物園
- 日本モンキーセンター
- レゴランド・ジャパン
- ラグーナテンボス

#### 恋人の聖地
- 安城産業文化公園デンパーク
- 恋路ヶ浜と伊良湖岬灯台
- 太一岬 キラキラ展望台
- 茶臼山高原／芝桜の丘
- 名古屋テレビ塔
- 東山動植物園・東山スカイタワー

- 安城産業文化公園デンパーク
- 恋路ヶ浜
- 茶臼山高原の芝桜
- 名古屋テレビ塔

### 祭事・行事
尾張地域
- 犬山祭（ユネスコの無形文化遺産）：犬山市
- 尾張津島天王祭（三大川祭、無形文化遺産）：津島市・愛西市
- 亀崎潮干祭（無形文化遺産）：半田市
- 須成祭（無形文化遺産）：蟹江町
- 国府宮はだか祭：稲沢市
- 名古屋まつり：名古屋市
- にっぽんど真ん中祭り：名古屋市
- 筒井町出来町天王祭：名古屋市
- 東照宮祭：名古屋市
- 大脇の梯子獅子：豊明市
- はんだ山車まつり：半田市
- 乙川祭禮：半田市
- 豊年祭：小牧市
- 豊年祭：犬山市
- 大野祭り：常滑市

- 名古屋まつり
- 犬山祭
- 亀崎潮干祭
- 尾張津島天王祭

三河地域
- 知立まつり（無形文化遺産）：知立市
- 綾渡の夜念仏と盆踊（無形文化遺産）：豊田市
- 万燈祭り：刈谷市
- 豊田おいでんまつり：豊田市
- 安城七夕まつり：安城市
- 滝山寺鬼まつり：岡崎市
- 能見神明宮大祭：岡崎市
- 鳥羽の火祭り：西尾市
- おいでん祭：豊川市
- 豊橋祇園祭：豊橋市
- 花祭 (霜月神楽)：北設楽郡等
- 三谷祭：蒲郡市

- 知立まつり
- 鳥羽の火祭り
- 花祭 (霜月神楽)
- 滝山寺鬼まつり

## 地域別

### 尾張地域

#### 名古屋圏
- 名古屋市
  - 千種区 - 東山動植物園、東山スカイタワー、覚王山日泰寺
  - 東区 - 徳川美術館、オアシス21、ナゴヤドーム、徳川園、ヤマザキマザック美術館、旧豊田佐助邸、文化のみち二葉館、白壁・主税・撞木町並み保存地区、名古屋市市政資料館、愛知芸術文化センター、愛知県美術館、筒井町出来町天王祭
  - 北区 - 特別史跡名古屋城、名城公園
  - 西区 - トヨタ産業技術記念館、ノリタケの森、庄内緑地、四間道
  - 中村区 - JRセントラルタワーズ、ミッドランドスクエア、柳橋中央市場、ユニモール、近鉄パッセ、名鉄レジャック、ナナちゃん人形、中村公園、大一美術館
  - 中区 - 特別史跡名古屋城、名古屋市科学館、大須、名古屋テレビ塔、大須観音、久屋大通公園、ナディアパーク、久屋大通庭園フラリエ、名古屋市美術館、白川公園、セントラルパーク地下街、桜天神社、でんきの科学館、萬松寺、名古屋能楽堂、那古野神社、名古屋東照宮、名古屋ボストン美術館、大須大道町人祭、名古屋まつり、なやばし夜イチ、にっぽんど真ん中祭り、広小路夏まつり
  - 昭和区 - 鶴舞公園、興正寺
  - 瑞穂区 - 名古屋市博物館、山崎川
  - 熱田区 - 熱田神宮、白鳥庭園、七里の渡し
  - 中川区 - 荒子観音
  - 港区 - 名古屋港水族館、リニア・鉄道館、レゴランド・ジャパン、名古屋港、名古屋港シートレインランド、南極観測船ふじ、とだがわこどもランド、ポートメッセなごや、名港トリトン、名古屋港ポートビル、Maker's Pier、藤前干潟、海の日名古屋みなと祭
  - 南区 - 日本ガイシホール、笠寺観音、富部神社
  - 守山区 - アサヒビール名古屋工場、東谷山フルーツパーク、小幡緑地、龍泉寺
  - 緑区 - 大高緑地、有松、有松・鳴海絞会館、有松山車会館、千代倉歴史館
  - 名東区 - 宮島考古資料館 - 神明社資料館
  - 天白区 - 名古屋市農業センター
- 長久手市 - 愛・地球博記念公園（ジブリパーク）、トヨタ博物館、ながくて食と農の広場あぐりん村、長久手古戦場公園、長久手温泉ござらっせ、名都美術館、色金山歴史公園
- 日進市 - 愛知牧場、五色園、レトロでんしゃ館、岩崎城、マスプロ美術館
- 豊明市 - 中京競馬場、桶狭間古戦場伝説地、沓掛城、曹源寺
- 東郷町 - 愛知池、祐福寺、涼松せせらぎの道

- 熱田神宮
- 大須観音本堂
- トヨタ産業技術記念館
- 桶狭間古戦場伝説地

#### 東尾張圏（名古屋圏を除く）
- 瀬戸市 - 愛知県陶磁美術館、岩屋堂公園、瀬戸蔵、定光寺、宝泉寺、深川神社、窯垣の小径、道の駅瀬戸しなの、来る福招き猫まつり in 瀬戸
- 尾張旭市 - 愛知県森林公園、スカイワードあさひ、城山公園
- 小牧市 - 小牧山（小牧山城など）、市民四季の森、メナード美術館、小牧市温水プール、田縣神社、間々観音、こまき令和夏まつり、小牧七夕まつり、小牧市民まつり、桃花台まつり、バンブーインスタレーション、豊年祭 (田縣神社)、小牧秋葉まつり、小牧アートフェスタ上街道
- 春日井市 - 愛岐トンネル群、落合公園、春日井市都市緑化植物園、高蔵寺、観音寺 (春日井市松河戸町)、道風記念館、内々神社、春日井まつり、春日井市民納涼まつり
- 北名古屋市 - 高田寺、昭和日常博物館（北名古屋市歴史民俗資料館）
- 清須市 - 清洲城、キリンビアパーク名古屋、織田信長・濃姫像、總見院、清須市はるひ美術館
- 豊山町 - あいち航空ミュージアム、神明公園、航空館boon、アイ・ファイン

- 定光寺
- 小牧山（小牧市歴史館）
- 清洲城
- あいち航空ミュージアム

#### 西尾張圏
- 一宮市 - 138タワーパーク、真清田神社、禅林寺、起宿、黒田城址、一宮七夕まつり、濃尾大花火
- 稲沢市 - 三菱電機稲沢製作所、祖父江銀杏林、善光寺東海別院、尾張大国霊神社、木曽川祖父江緑地、美濃路、尾張国分寺、稲沢市荻須記念美術館、性海寺、国府宮はだか祭
- 江南市 - 観音寺、フラワーパーク江南、般若寺、曼陀羅寺、すいとぴあ江南、布袋の大仏
- 岩倉市 - 岩倉城、五条川
- 犬山市 – 国宝犬山城、博物館明治村、リトルワールド、日本モンキーパーク・日本モンキーセンター、お菓子の城、どんでん館、成田山名古屋別院大聖寺、桃太郎神社、針綱神社、大縣神社、犬山市文化史料館（IMASEN 犬山からくりミュージアム・玉屋庄兵衛工房）、寂光院、桃太郎公園、犬山市民健康館 さら・さくらの湯、入鹿池、旧磯部家住宅、日本ライン、瑞泉寺、五条川、八曽モミの木キャンプ場、有楽苑・如庵、木曽川うかい、犬山祭
- 扶桑町 - 木曽川扶桑緑地公園、山那神社、前利神社
- 大口町 - 小口城址、やろ舞大祭

- リトルワールド
- 尾張大国霊神社
- 138タワーパーク
- 曼陀羅寺の藤

#### 海部圏
- 津島市 - 津島神社、天王川公園、堀田家住宅、尾張津島天王祭、尾張津島秋まつり
- 愛西市 - 船頭平閘門、森川花はす田、道の駅立田ふれあいの里、尾張津島天王祭、提灯とぼし、盆たたき
- 弥富市 - 海南こどもの国、三ツ又池公園、弥勒寺、愛知県弥富野鳥園、金魚日本一大会
- あま市 - 甚目寺、萱津神社、あま市七宝焼アートヴィレッジ
- 大治町 - 明眼院
- 蟹江町 - 尾張温泉、蟹江神明社、冨吉建速神社・八剱社、龍照院、須成祭
- 飛島村 - 名港西大橋、大宝六角れんが蔵

- 天王川公園
- 甚目寺

#### 知多半島圏
- 半田市 - 半田赤レンガ建物、半田運動公園、新美南吉記念館、半田運河、MIZKAN MUSEUM、國盛酒の文化館、ごんぎつねの湯、矢勝川、常楽寺、半田空の科学館、旧中埜家住宅、はんだ山車まつり、乙川祭禮、亀崎潮干祭
- 大府市 - JAあぐりタウン げんきの郷、あいち健康の森公園、円通寺、延命寺、大府市歴史民俗資料館、大倉公園
- 東海市 - 聚楽園公園・聚楽園大仏、大池公園、ガスエネルギー館、カゴメ記念館、鍛造技術の館、大田まつり、尾張横須賀まつり
- 知多市 - 新舞子マリンパーク、佐布里池・佐布里緑と花のふれあい公園、大智院、朝倉の梯子獅子、尾張萬歳
- 常滑市 - めんたいパーク、とこなめ招き猫通り、小脇公園、やきもの散歩道（INAXライブミュージアム、常滑市陶磁器会館など）、とこなめ焼卸団地、とこなめ陶の森、常滑りんくうビーチ、盛田味の館、盛田昭夫塾、斉年寺、大野祭り
- 阿久比町 - 洞雲院、箭比神社
- 東浦町 - 於大公園、あいち健康の森公園（あいち健康プラザ）、乾坤院、村木砦址
- 武豊町 - 壱町田湿地、醸造伝承館、武豊ふれあい山車まつり
- 美浜町 - えびせんべいの里、南知多ビーチランド、南知多おもちゃ王国、野間埼灯台、恋之水神社、えびせんパーク、野間大坊、ジョイフルファーム鵜の池、矢梨潮干狩り場・河和口潮干狩り場、影現寺、上野間の裸まいり
- 南知多町 - 日間賀島（サンセットビーチなど）、豊浜魚ひろば、篠島（篠島釣り天国など）、観光農園花ひろば、南知多温泉郷、南知多グリーンバレイ、羽豆岬、師崎漁港、岩屋寺、内海海水浴場、大井漁港、山海漁港、千鳥ヶ浜、豊浜鯛まつり

- 中部国際空港
- 矢勝川
- やきもの散歩道
- 日間賀島

### 西三河地域

#### 豊田加茂圏
- 豊田市 - 香嵐渓、松平郷、足助八幡宮、西山公園、瑞龍寺、豊田スタジアム、鞍ケ池公園（トヨタ鞍ヶ池記念館、鞍ケ池公園動物園など）、豊田市美術館、猿投温泉、川見四季桜の里、トヨタ会館、飯盛山、小原ふれあい公園、足助の街並み、笹戸温泉、豊田市近代の産業とくらし発見館、三河湖、猿投山、足助中馬館、猿投神社、参合館、ふじの回廊、豊田市民芸館、豊田市和紙のふるさと、豊田おいでんまつり、中馬のおひなさん
- みよし市 - みよし市立歴史民俗資料館、満福寺、三好大提灯まつり

- トヨタ会館
- 足助八幡宮
- 松平郷

#### 岡崎額田圏
- 岡崎市 - 岡崎城・岡崎公園、八丁味噌の郷、IPCわんわん動物園、東公園、龍城神社、くらがり渓谷、岡崎市美術博物館、六所神社、大樹寺、三河武士のやかた家康館、一畑山薬師寺、おかざき世界子ども美術博物館、徳川家康像、岩津天満宮、岡崎市美術館、伊賀八幡宮、八丁蔵通り、滝山寺、天恩寺、道の駅藤川宿、滝山寺鬼まつり、家康行列、須賀神社大祭、能見神明宮大祭、六ツ美悠紀斎田お田植えまつり、岡崎城下家康公夏まつり花火大会、矢作神社秋の大祭、夏山八幡宮火祭り
- 幸田町 - 本光寺（あじさい寺）、幸田文化広場、深溝断層、正楽寺、道の駅筆柿の里・幸田、こうた凧揚げまつり

- 岡崎城
- 大樹寺
- 伊賀八幡宮
- 本光寺

#### 碧海圏
- 刈谷市 - 刈谷市交通児童遊園、亀城公園、洲原公園、小堤西池（こづつみにしいけ）のカキツバタ群落、刈谷ハイウェイオアシス、万燈祭り、刈谷わんさか祭り、KARIYA洲原音楽祭、刈谷アニメcollection
- 知立市 - 知立神社、無量寿寺、遍照院、知立まつり
- 碧南市 - 碧南市臨海公園、碧南市明石公園、碧南市藤井達吉現代美術館、あおいパーク、西方寺、碧南海浜水族館、衣浦港ボードウォーク、広藤園
- 高浜市 - 高浜市やきものの里かわら美術館・図書館
- 安城市 - デンパーク、堀内公園、安祥城址、マーメイドパレス、本證寺、明治用水、安城七夕まつり

- 知立神社
- かわら美術館・図書館
- 刈谷ハイウェイオアシス
- 丈山苑

#### 西尾幡豆圏
- 西尾市 - 一色さかな広場、三ヶ根山・三ヶ根山スカイライン、愛知こどもの国、西尾城、吉良温泉、佐久島、ホワイトウェイブ21、抹茶ミュージアム 西条園 和く和く、実相寺、西尾市憩の農園、三河一色諏訪神社、阿弥陀寺 (西尾市一色町佐久島)、矢作古川、三河工芸ガラス美術館、道の駅にしお岡ノ山、鳥羽の火祭り、三河一色大提灯まつり、貝吹のかぎ万燈、西尾市塩田体験館 吉良饗庭塩の里

- 西尾城
- 佐久島
- 吉良温泉
- 鳥羽の火祭り

### 東三河地域

#### 東三河南部圏
- 豊橋市 - 豊橋総合動植物公園、カルミア、吉田城、豊橋市二川宿本陣資料館、豊橋ハリストス正教会、普門寺、豊橋公園、豊橋市自然史博物館、賀茂神社、葦毛湿原、吉田神社、石巻山、賀茂しょうぶ園、ええじゃないかとよはし映画祭、豊橋祇園祭、炎の祭典、豊橋まつり、とよはしまちなかスロータウン映画祭、ものづくりフェアin東三河、豊橋花祭り、豊橋鬼祭
- 豊川市 - 豊川稲荷、赤塚山公園（ぎょぎょランドなど）、本宮の湯、御油の松並木、砥鹿神社、佐奈川堤、山本勘助の墓、東三河ふるさと公園、本宮山、三河臨海緑地、長福寺、龍源寺、諏訪の桜トンネル、西明寺、財賀寺、大恩寺、おいでん祭、国府夏祭り、豊川手筒まつり
- 蒲郡市 - 竹島（竹島水族館、八百富神社、竹島ファンタジー館、海辺の文学記念館など）、ラグーナテンボス、大徳寺、生命の海科学館、西浦温泉、三谷温泉、蒲郡海鮮市場、無量寺、蒲郡クラシックホテル、西浦パームビーチ、形原温泉、安楽寺、弘法山金剛寺、三谷祭、蒲郡まつり納涼花火大会
- 田原市 - 伊良湖岬、蔵王山、恋路ヶ浜、サンテパルクたはら、伊良湖岬灯台、田原市博物館、日出の石門、伊良湖シーパーク&スパ、ココナッツビーチ伊良湖、大山、赤羽根海岸、伊良湖東大寺瓦窯跡、道の駅田原めっくんはうす、道の駅伊良湖クリスタルポルト

- 吉田城
- 豊川稲荷
- 西浦温泉（西浦園地）
- 伊良湖岬と恋路ヶ浜

#### 東三河北部圏
- 新城市 - 善福寺、湯谷温泉、鳳来寺山、長篠城、鳳来山東照宮、阿寺の七滝、設楽原歴史資料館、鳳来寺、医王寺、長篠古戦場、乳岩峡、百間滝、桜淵公園、四谷千枚田、鳴沢の滝、道の駅もっくる新城、道の駅つくで手作り村、道の駅鳳来三河三石、乗本万燈、長篠合戦のぼりまつり
- 東栄町 - 煮え渕ポットホール、とうえい温泉、スターフォレスト御園、花祭
- 設楽町 - 田峯観音、道の駅アグリステーションなぐら、道の駅つぐ高原グリーンパーク、三河田楽、棒の手、花祭
- 豊根村 - 茶臼山高原、芝桜の丘、熊野神社、道の駅豊根グリーンポート宮嶋、花祭

- 長篠城
- 湯谷温泉
- 鳳来寺山
- 煮え渕ポットホール